# Bitwa o Mindoro
Bitwa o Mindoro – bitwa stoczona w trakcie wojny na Pacyfiku, w której brały udział wojska Stanów Zjednoczonych i Japonii. Wyspa Mindoro (w archipelagu Filipin) była obiektem uderzenia Amerykanów celem zajęcia lotnisk japońskich i wyeliminowania siły żywej w trakcie trwających walk o Leyte. Podobnie jak w przypadku poprzednich bitew wojska amerykańskie odniosły zwycięstwo, tym razem ze znacznie mniejszymi stratami niż się spodziewano.
Oddziały United States Army, wspierane z morza przez United States Navy, a z powietrza przez US Army Air Forces (USAAF), dokonały desantu na Mindoro i pokonały stacjonujące tam siły Cesarskiej Armii Japońskiej (IJA). Japońska Cesarska Marynarka Wojenna nie stawiała większego oporu, z wyjątkiem samobójczych ataków kamikaze na okręty floty inwazyjnej. Lądowych sił japońskich na wyspie było niewiele i zostały pokonane w ciągu dwóch dni, przy czym wojska amerykańskie były aktywnie wspierane przez miejscową filipińską partyzantkę.
Amerykanie zajęli Mindoro by uruchomić tam lotniska, z których samoloty myśliwskie mogłyby operować nad północnymi obszarami wyspy Luzon, gdzie planowano następną wielką operację desantową na Filipinach. Mindoro miała służyć jednocześnie jako wysunięta baza wojsk US Army przygotowujących się do ataku na odległą o 240 km Manilę.

## Tło wydarzeń
Przed inwazją na Luzonie siły amerykańskie potrzebowały lotnisk położonych bliżej tej północnej wyspy niż Leyte. Mindoro wydawała się najlepszym celem. Lotniska ostatnio zbudowane na Leyte okazały się do zamierzonej operacji zbyt odległe, więc generał armii Douglas MacArthur duże nadzieje pokładał w powstaniu pasów startowych na Mindoro. Tymczasem zajęcie tej wyspy nie było zadaniem prostym. Wybrzeże północno-wschodnie, najdogodniejsze dla operacji desantowej, było w zasięgu resztek japońskiego lotnictwa jakie jeszcze istniało na Luzonie, zostało więc wykreślone z planu. Miasteczko San Jose na południowo-zachodnim krańcu, najlepszy głębokowodny port Mindoro, wydało się sztabowcom miejscem do lądowania najlepszym. Wstępnie operację zaplanowano na 5 grudnia 1944 roku (z założonym przez MacArthura 15-dniowym okresem poprzedzającym desant na Luzonie). Ostatecznie jednak trzeba było ten termin przesunąć o dziesięć dni.
Do zajęcia wyspy wyznaczono 6 Armię generała-porucznika Waltera Kruegera. Krueger z kolei przekazał zadanie generałowi-majorowi Roscoe B. Woodruffowi, dowódcy 24 Dywizji Piechoty, której w natarciu miały towarzyszyć 19 Pułk Piechoty i wydzielony oddział powietrznodesantowy 503 Pułku Piechoty podpułkownika George’a M. Jonesa jako zespół uderzeniowy. Zespół desantowy otrzymał nazwę kodową Visayan Task Force.
Największym zagrożeniem dla biorących udział w operacji jednostek desantowych i okrętów wsparcia byli japońscy kamikaze startujący z lotnisk na wyspach. Japończycy zapoczątkowali te ataki na większą skalę podczas ostatniego etapu walk o Leyte i kontynuowali je w grudniu. Na początku tego miesiąca samoloty USAAF i US Navy przeprowadziły serię ataków na znane lotniska japońskie z zamiarem zniszczenia maszyn potencjalnych kamikaze, zanim te wzniosą się w powietrze. Piloci informowali w swych raportach o zniszczeniu na ziemi ponad 700 samolotów.
13 grudnia, a więc dwa dni przed planowanym desantem, kamikaze zaatakowali zespół floty niosący na pokładach oddziały szturmowe. Krążownik lekki USS „Nashville” został trafiony; w rezultacie zginęło ponad 130 ludzi, a 190 zostało rannych (wśród nich generał-brygadier William C. Dunkel, dowódca zespołu desantowego). Inny kamikaze zaatakował i uszkodził poważnie dwa LST, a lżej kilka innych okrętów.

## Walki
Inwazja na Mindoro rozpoczęła się, zgodnie z planem, 15 grudnia o godz. 7:30 i do godzin popołudniowych przyczółek sięgał 11 km w głąb lądu. Leżąca nieco na południe od Luzonu i mająca około 11 000 km² powierzchni wyspa jest górzysta, z kilkoma tylko równinnymi obszarami w pasie przybrzeżnym. Klimat jest deszczowy, bardzo wilgotny, sprzyjający rozwojowi chorób tropikalnych, takich jak malaria. Dobra jednak tym razem pogoda pozwoliła na użycie wszystkich amerykańskich sił lotniczych i morskich: sześciu lotniskowców eskortowych, trzech pancerników, sześciu krążowników i wielu jednostek wsparcia przeciw słabej obronie japońskiej. Z powodu braku odpowiednich lotnisk na Leyte wydzielony oddział powietrznodesantowy 503 Regimentu nie został zrzucony, lecz zszedł na brzeg wraz z resztą sił desantowych. Niszczyciele zapewniły wsparcie ogniowe oddziałom lądującym oraz osłonę przeciwlotniczą jednostkom transportowym u brzegu. Dwa LST uszkodzone przez kamikaze zostały opuszczone przez załogi i zatopione.
W pewnym momencie niszczyciel USS „Moale” (DD-693), dowodzony przez komandora porucznika Waltera M. Fostera, zbliżył się do burty płonącego „LST-738” (załadowanego paliwem lotniczym i armatami) by zdjąć zeń załogę. Kilka eksplozji na pokładzie „LST-738” spowodowało uszkodzenia „Moale” w chwili, gdy niszczyciel już odpływał. Kilka dużych odłamków wybiło cztery otwory w kadłubie „Moale”, który stracił jednego zabitego i trzynastu rannych, ale zdołał uratować 84 ludzi z jednostki desantowej.
Na Mindoro stacjonowało nieco ponad tysiąc żołnierzy japońskich. Ponadto znajdowało się tam około dwustu rozbitków ze statków zatopionych w pobliżu wyspy. Obrońców było więc niewielu i byli słabo uzbrojeni. Około 300-osobowa załoga przeciwlotniczej stacji obserwacyjnej na północnym krańcu wyspy stawiła twardy opór kompanii 503 Regimentu, ale – nie licząc akcji oczyszczającej – wyspa została zajęta w ciągu 48 godzin.

## Rezultaty
Broniące Mindoro siły japońskie straciły około 200 zabitych i 375 rannych. Pozostali uciekli w dżunglę, gdzie ukrywali się do końca wojny. 24 Dywizja Piechoty straciła 18 zabitych i 81 rannych (ale licząc ofiary kamikaze i pilotów japońskich samolotów myśliwskich 475 zabitych i 385 rannych).
Nim minął pierwszy dzień operacji saperzy armijni przystąpili do przygotowywania lotnisk. Dwa zostały oddane do użytku w trzynaście dni. Lotniska te pozwoliły lotnikom amerykańskim na udzielanie bezpośredniego wsparcia wojskom lądującym na północy Luzonu. Nieco później, rozbudowane i utwardzone lotniska Mindoro używane były przez bombowce dalekiego zasięgu, szczególnie Liberatory USAAF, atakujące japońskie szlaki żeglugowe pomiędzy Formozą a Luzonem. Bombowce te operowały również nad Morzem Południowochińskim, gdzie wspólnie z okrętami US Navy blokowały linie żeglugowe pomiędzy Japonią i Azją Południowo-Wschodnią.